# Cantonul Vimoutiers
Cantonul Vimoutiers este un canton din arondismentul Argentan, departamentul Orne, regiunea Basse-Normandie, Franța.

## Comune
| Comune                  | Populație (1999) | Cod poștal | Cod INSEE |
| ----------------------- | ---------------- | ---------- | --------- |
| Aubry-le-Panthou        | ...              | 61120      | 61010     |
| Avernes-Saint-Gourgon   | ...              | 61470      | 61018     |
| Le Bosc-Renoult         | ...              | 61470      | 61054     |
| Camembert               | ...              | 61120      | 61071     |
| Canapville              | ...              | 61120      | 61072     |
| Les Champeaux           | ...              | 61120      | 61086     |
| Champosoult             | ...              | 61120      | 61089     |
| Crouttes                | ...              | 61120      | 61139     |
| Fresnay-le-Samson       | ...              | 61120      | 61180     |
| Guerquesalles           | ...              | 61120      | 61198     |
| Orville                 | ...              | 61120      | 61320     |
| Pontchardon             | ...              | 61120      | 61333     |
| Le Renouard             | ...              | 61120      | 61346     |
| Roiville                | ...              | 61120      | 61351     |
| Saint-Aubin-de-Bonneval | ...              | 61470      | 61366     |
| Saint-Germain-d'Aunay   | ...              | 61470      | 61392     |
| Le Sap                  | ...              | 61470      | 61460     |
| Ticheville              | ...              | 61120      | 61485     |
| Vimoutiers              | ...              | 61120      | 61508     |